# كيلي غراي
كيلي غراي (بالإنجليزية: Kelly Gray)‏ (7 أبريل 1981 بالو ألتو الولايات المتحدة - ) هو لاعب كرة قدم أمريكي يلعب كلاعب وسط.

## روابط خارجية
- كيلي غراي على موقع الدوري الأمريكي (الإنجليزية)
- كيلي غراي على موقع قاعدة بيانات كرة القدم.إي يو (الإنجليزية)
- كيلي غراي على موقع عالم كرة القدم.نت (الإنجليزية)